# Лодърхил
Лодърхил (на английски: Lauderhill) е град в югоизточната част на Съединените американски щати, част от окръг Брауърд на щата Флорида. Населението му е около 67 000 души (2010).
Разположен е на 3 метра надморска височина в Атлантическата низина, на 13 километра западно от брега на Атлантическия океан и на 42 километра северно от центъра на Маями. Селището е създадено през 1959 година и първоначално е изградено като жилищен комплекс за пенсионирани евреи и прекарващи зимата на юг жители на северната част на страната. От 90-те години се разраства бързо като предградие на Маями и към 2010 година 76% от жителите му са чернокожи, много от които имигранти от Антилските острови.

## Известни личности
Починали в Лодърхил
- Джаки Глийсън (1916 – 1987), актьор